# Mironosițe

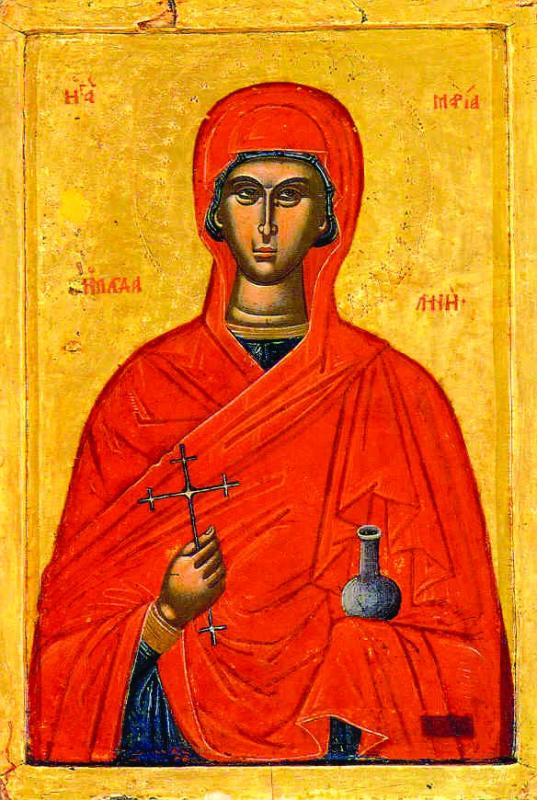
Icoana Mariei Magdalena ca Mironosiță

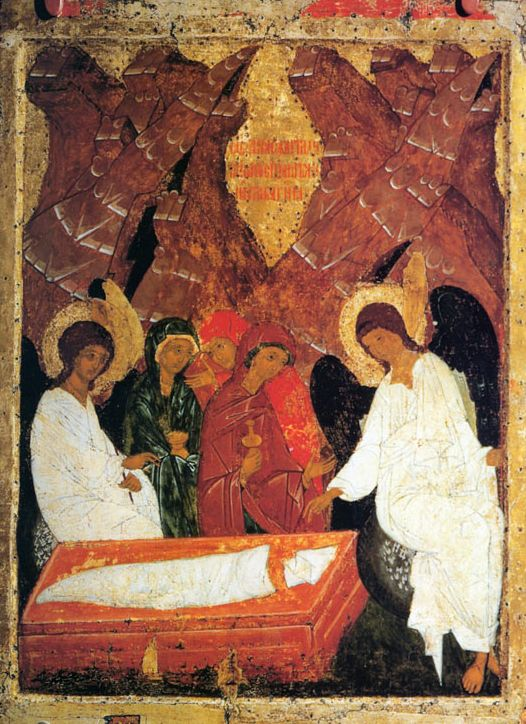
Icoana folosită în Duminica Mironosițelor. Cele doua Marii se află în centru cu cei doi îngeri de o parte și de alta, în prim plan se află Sfântul Mormânt

Mironosițe (din sl. mironosica) sau mirofore (lat. myrophora) se numesc femeile care l-au urmat pe IIsus, împreună cu apostolii, și care au fost martori ale patimilor lui Isus. Tot ele i-ar fi uns trupul lui Isus cu miresme. Noul Testament amintește lapidar numele și faptele lor. Cea dintâi mironosiță a fost Maria Magdalena. 
Duminica a treia după Paști este dedicată cinstirii mironosițelor, a femeilor „purtătoare de mir”, dar și a tuturor femeilor creștine din lume.
By:Alexandra

## Nume ale mironosițelor
Mironosițele sunt în mod tradițional enumerate ca:
- Maria Magdalena
- Maria, mama lui Iacob cel tânăr și a lui Iosif
- Maria, soția lui Cleopa
- Marta din Bethania, sora lui Lazarus din Bethania
- Maria din Bethania, sora lui Lazarus din Bethania
- Ioanna, soția lui Cuza, regentul lui Irod Antipa
- Maria Salomeea, mama lui Iacob cel Mare și a lui Ioan Teologul, fiii lui Zevedeu
- Suzana

Există, de asemenea, în general acceptate și alte Mironosițe, ale căror nume nu sunt cunoscute.